# Liste der Monuments historiques in Breuil-Magné
Die Liste der Monuments historiques in Breuil-Magné führt die Monuments historiques in der französischen Gemeinde Breuil-Magné auf.

## Liste der Objekte
| Bezeichnung                | Beschreibung            | Standort                         | Kennzeichnung | Schutzstatus | Datum | Bild |
| -------------------------- | ----------------------- | -------------------------------- | ------------- | ------------ | ----- | ---- |
| Ziborium                   | um 1700                 | in der Kirche St-Pierre-ès-Liens | PM17000582    | Classé       | 1990  |      |
| Kelch                      | um 1700                 | in der Kirche St-Pierre-ès-Liens | PM17000581    | Classé       | 1990  |      |
| Skulptur Christus am Kreuz | Holz, polychrom gefasst | in der Kirche St-Pierre-ès-Liens | PM17002597    | Inscrit      | 2015  |      |